# Robert James Waller
Pour les articles homonymes, voir Waller.
Robert James Waller, né le 1er août 1939 à Rockford (Iowa) et mort le 10 mars 2017 à Fredericksburg (Texas), est un écrivain américain également connu pour son travail de photographe et de musicien.

## Biographie
Né le 1er août 1939 dans l'Iowa (à Rockford), Robert James Waller y enseigne le management, l'économie et les mathématiques appliquées à l'université de 1968 à 1991 avant de se faire connaître par l'écriture.
En 1992, il fait paraître son premier roman, Sur la route de Madison, narrant une histoire d'amour. L'ouvrage, écrit en onze jours et traduit en quarante langues, est resté sur la liste des best-sellers de The New York Times durant trois ans (un record). Il est vendu à près de 60 millions d'exemplaires et un film en a été adapté, réalisé par Clint Eastwood, également acteur face à Meryl Streep.
Waller s'installe dans un ranch texan isolé après le succès de son best-seller.
Un autre de ses romans, Puerto Vallarta Squeeze, est adapté au cinéma par Arthur Allan Seidelman. Son dernier roman, The Long Night of Winchell Dear, sort en 2007.
Il meurt à l'âge de 77 ans, le 10 mars 2017 à son domicile de Fredericksburg, au Texas. Il souffrait d'un myélome multiple des os (un cancer hématologique).

## Publications

### Romans
- Sur la route de Madison (autre titre : The Bridges of Madison County (1992) (titre original anglais Love in Black and White) / trad. Anne Michel. Rééd. le Grand livre du mois, 1993, 184 p. ; France loisirs, 1995, 246 p.  (ISBN 2-7242-8925-0) ; Pocket n° 4300, 1995, 184 p.  (ISBN 2-266-06406-1) ; Caen : Chardon bleu éd., coll. "Largevision", 1996 ; Albin Michel, 2006, 184 p.  (ISBN 978-2-226-17672-1)
- Valse lente à Cedar Bend (Slow Waltz in Cedar Bend, 1993) / trad. Anne Damour. Paris : Albin Michel, 1996, 253 p.  (ISBN 2-226-07861-4). Rééd. le Grand livre du mois], 1996 ; Pocket n° 10119, 2000, 253 p.  (ISBN 2-266-07496-2)
- Le Piège de Puerto Vallarta (Puerto Vallarta Squeeze, 1995) / trad. Jean-Michel Dulac. Paris : Albin Michel, 1997, 285 p.  (ISBN 2-226-09263-3). Rééd. le Grand livre du mois, 1997 ; Paris : les Éd. de la Seine, coll. "Succès du livre", 1999, 285 p.  (ISBN 2-7382-1185-2)
- Une saison au Texas (Border Music, 1995) / trad. Gilles Morris-Dumoulin. Paris : le Cherche Midi, coll. "Ailleurs", 2002, 223 p.  (ISBN 2-86274-953-2). Rééd. le Grand livre du mois, 2002, 223 p.  (ISBN 2-7028-7587-4)
- Retour à Madison (A Thousand Country Roads : An Epilogue to The Bridges of Madison County, 2002) / trad. Nicole Hibert. Paris : Albin Michel, 2003, 245 p.  (ISBN 2-226-13509-X)
- Les Chemins des Hautes Plaines (High Plains Tango, 2005) / trad. Dominique Peters. Paris : Albin Michel, 2005, 370 p.  (ISBN 2-226-16829-X)
- The Long Night of Winchell Dear (2007)

### Recueil
- Just Beyond the Firelight (1988)

### Non-fiction
- One Good Road is Enough (1990)
- Iowa: Perspectives on Today and Tomorrow (1991)
- Old Songs in a New Café (1994)
- Images (1994) [4]
- The Summer Nights Never End...Until They Do: Life, Liberty, and the Lure of the Short-Run (2012)

## Filmographie
- 1995 : Sur la route de Madison (The Bridges of Madison County), film américain réalisé par Clint Eastwood, avec Clint Eastwood et Meryl Streep.
- 2004 : Puerto Vallarta Squeeze, film américano-mexicain réalisé par Arthur Allan Seidelman, avec Scott Glenn, Craig Wasson et Harvey Keitel.

## Théâtre
2007 : Sur la route de Madison / mise en scène d'Anne Bourgeois ; pièce adaptée du roman de Robert James Waller ; adaptation de Didier Caron et Dominique Deschamps ; scénographie de Nicolas Sire ; lumières de Laurent Castaingt ; son de Jacques Cassard ; costumes de Marielle Robaut ; avec Mireille Darc, Alain Delon et Benoist Brione. Date de création : 23 janvier 2007, Théâtre Marigny (Paris).

## Musique
- The Ballads of Madison County : A Collection of Songs